# 许讷
许讷（法語：Chuisnes，法語發音：[ʃɥin]）是法国厄尔-卢瓦省的一个市镇，属于沙特尔区。

## 地理
许讷（48°26'50"N, 1°12'28"E）面积22.98 平方千米，位于法国中央-卢瓦尔河谷大区厄尔-卢瓦省，该省份为法国北部内陆省份，北起顺时针与厄尔省、伊夫林省、埃松省、卢瓦雷省、卢瓦-谢尔省、萨尔特省和奧恩省接壤。
与许讷接壤的市镇（或旧市镇、城区）包括：勒蒂约兰、弗兰塞、厄尔河畔库维尔。

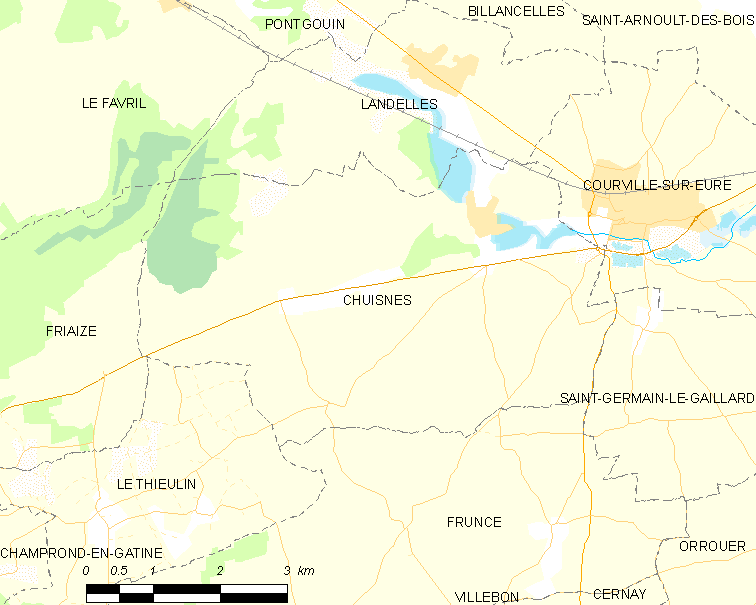
许讷的OSM定位图

许讷的时区为UTC+01:00、UTC+02:00（夏令时）。

## 行政
许讷的邮政编码为28190，INSEE市镇编码为28099。

## 政治
许讷所属的省级选区为伊利耶孔布赖县。

## 人口

1962-2008年间许讷人口变化图示

许讷于2022年1月1日时的人口数量为1123人。